# Häxprocessen i Rottenburg och Horb
Häxprocessen i Rottenburg var en häxprocess som ägde rum i Rottenburg am Neckar i grevedömet Hohenberg i nuvarande Baden-Württemberg (området tillhörde då Österrike) mellan år 1595 och 1596 och resulterade i avrättningen av åtminstone 41 personer. Rottenburg var mellan 1578 och 1609 välkänt för sina många och brutala häxprocesser som sammanlagt resulterade i minst 150 människors död.

## 1578-1589
Rottenburg hade blivit protestantiskt under reformationen, men åter katolskt under motreformationen. Redan 1528-30 ska det ha förekommit en häxprocess i Rottenburg, under vilken en brygd framgångsrikt ska ha använts som sanningsserum när tortyr misslyckades, men ingen avrättning för häxeri är registrerad förrän 1578. Från denna tid ska en stark tro på häxor ha förekommit i Rottenburg och Horb am Neckar: 1580 avrättades nio personer för häxeri, 1582 åtta, 1583 12 i Rotteburg och 13 i Horb, och 1585 ytterligare nio: därefter gav dock myndigheterna order om en paus med argumentet att om de fortsatte skulle alla kvinnor i Rottenburg dö. Fyra år senare avrättades ytterligare fem kvinnor i Horb, och året därpå utspelades ett berömt fall i Rottenburg.

## 1590-1594
År 1590 angavs adelsdamen Agatha von Sontheim zu Nellingsheim, släkt med herren zu Ehingen, för häxeri. Hennes familj gav order om att rättegången skulle avbrytas, och ärkehertig Ferdinand lät uppsätta en kommission i Augsburg. Kommissionen lade 1594 fram kompromissen att Agatha skulle frikännas från anklagelsen om häxeri i utbyte mot ett pris 10.000 gulden samt att hennes släkts domäner skulle återföras till katolicismen, något som också skedde.

## 1595-1596
Den svåraste häxprocessen i Rottenburg ägde rum 1595-96. I juni 1595 torterades åtminstone sex kvinnor till att bekänna att de på grund av depression, äktenskapsproblem och fattigdom hade låtit sig förföras av djävulen i gestalt av en man klädd i grönt eller svart i utbyte mot mynt som sedan förvandlats till bitar av keramik eller dynga, och för att ha orsakat skada på skörd och boskap med hjälp av magi. Mellan 7 maj och 21 juli 1596 brändes ytterligare 35 kvinnor levande på bål bundna vid pålar, och en avled av tortyr i fängelset. En av kvinnorna var gift med en ämbetsman, schultheiss i Schwandorf, men de flesta var av allt att döma fattiga kvinnor som av dokumenten att döma sexuellt eller religiöst levde okonventionella liv: hurivida de var protestanter är obekräftat, men det framgår att de inte var okritiska katoliker: en av dem sade bland annat under förhör: "inte allt de säger om Gud är sant." Denna häxprocess blev berömd på sin tid och det noteras att professorerna vid universitetet i Tübingen tvingades acceptera att deras studenter försummade sina lektioner för att titta på bränningarna.

## 1598-1609
Häxjakten fortsatte med en avrättad 1598, tio 1599, sjutton 1600, femton 1601: 1602 arresterades Rottenburgs schultheiss Hans Georg Hallmayer, som själv hade avrättat många för häxeri, själv för samma brott och avled i fängelset sedan han torterats att erkänna att han haft sex med Satan i gestalt av en sjukhuspiga; detta följdes av sex avrättade 1603, ytterligare sex 1605 och fyra år 1609. Häxjakten i Rottenburg avslutades inte förrän 1613, när Jakob Hallritter från universitetet i Tübingen påpekade att den formella bevisningen mot en grupp kvinnor inte räckte till åtal, en princip som sedan blev gällande vid häxprocesser i Rottenburg och ledde till att ingen längre avrättades för häxeri i staden.